# Хари Блекман
Харолд Ендру Блекман (енгл. Harold Andrew Blackmun, Нешвил, Илиноис, САД, 12. новембар 1908 — Арлингтон, Вирџинија, 4. март 1999) је био амерички правник који је служио као придружени судија Врховног суда Сједињених Америчких Држава. Блекман је најпознатији као аутор пресуде у предмету Роу против Вејда.
Касних педесетих година Блекман се спријатељио са Вореном Е. Бергером, тада судијом апелационог суда, који ће касније постати председник Врховног суда. Бергер га је убедио да прихвати место судије у Апелационом суду за осму област.
Након повлачења придруженог судије Ејба Фортаса, Бергер, који је тада већ био председник Суда, препоручио је Никсону Блекмана за новог придруженог судију. Никсон је именовао Блекмана 4. априла 1970, након што је Сенат одбио два претходна кандидата. Блекманово именовање је потврђено гласовима 94 сенатора, нико није гласао против.
Од Блекмана, који је био Републиканац, очекивало се да се држи конзервативних принципа и интерпретације Устава. Он и Бергер су у почетку толико често гласали исто, да су их звали Близанци из Минесоте (енгл. Minnesota Twins). Током првих пет година у Суду, Блекман је у 87,5% случајева гласао исто као и Бергер, док се само у 13% придружио водећем либералу Вилијаму Џ. Бренану. У предмету Грег против Џорџије, гласао је за поновно увођење смртне казне. Међутим, између 1975. и 1980, Блекман се почиње удаљавати од Бергера и приближавати Вилијаму Бренану. У том периоду гласао је са Бренаном у 54,5% случајева, а са Бергером у 45,5%. При крају Бергеровог мандата у Суду, Блекман је гласао са Бренаном у 70, 6% случајева, а са Бергером у само 32, 4%.
Године 1973, Блекман је написао већинско мишљење у предмету Роу против Вејда, у којем је Суд прогласио неуставним закон Тексаса који је забрањивао абортус. Након пресуде, Блекман је постао честа мета критика противника абортуса, а добијао је и претње смрћу.
Блекман је након пресуде постао велики заговорник права на абортус, и често је држао говоре у којима је бранио пресуду и нападао њене критичаре. Истовремено, његов однос са Бергером се све више погоршавао, а дугогодишње пријатељство је прерасло у напет и непријатељски однос. Између 1981. и 1985, Блекман је гласао са Бренаном у 77,6%, а са Тургудом Маршалом у 76,1% случајева. Између 1986. и 1990, проценат слагања са двојицом водећих либералних судија нарастао је на 97, 1% односно 95, 8%.
У априлу 1994, Блекман је најавио да се повлачи. У том тренутку је био најлибералнији судија у Врховном суду. Бил Клинтон је на његово место именовао Стивена Брајера.